# ماری هامادا
ماری هامادا (انگلیسی: Mari Hamada; ۲۷ دسامبر ۱۹۶۸ – ) بازیگر، خوانندگی اهل ژاپن بود. وی از سال ۱۹۹۸ میلادی تاکنون مشغول فعالیت بوده‌است.
از فیلم‌ها یا برنامه‌های تلویزیونی که وی در آن نقش داشته‌است می‌توان به باتری اشاره کرد.